# Stenalcidia viridigrisea
Stenalcidia viridigrisea är en fjärilsart som beskrevs av Max Joseph Bastelberger 1909. Stenalcidia viridigrisea ingår i släktet Stenalcidia och familjen mätare. Inga underarter finns listade i Catalogue of Life.